# Arthur Klinke
Arthur Klinke (* 1. März 1887 in Eppendorf; † 23. Juli 1942 ebenda) war ein deutscher Schachkomponist.
Klinke war verantwortlicher Redakteur der in Chemnitz erschienenen Arbeiter-Schachzeitung, später dann  Vorsitzender der Problemvereinigung im Deutschen Arbeiter-Schachbund. Einer seiner bedeutendsten theoretischen Beiträge war der Treffpunkt: Ein zweifach gedecktes Mattfeld wird durch Hinlenkung der einen und Ablenkung der anderen Figur erobert. Das Diagramm zeigt Klinkes Erstdarstellung des Themas.
|   | a | b | c | d | e | f | g | h |   |
| 8 |   |   |   |   |   |   |   |   | 8 |
| 7 |   |   |   |   |   |   |   |   | 7 |
| 6 |   |   |   |   |   |   |   |   | 6 |
| 5 |   |   |   |   |   |   |   |   | 5 |
| 4 |   |   |   |   |   |   |   |   | 4 |
| 3 |   |   |   |   |   |   |   |   | 3 |
| 2 |   |   |   |   |   |   |   |   | 2 |
| 1 |   |   |   |   |   |   |   |   | 1 |
|   | a | b | c | d | e | f | g | h |   |

Lösung:

1. Sc4+? scheitert an Txc4! und Lxc4!, deshalb besser

1. c4! (droht 2. c5 matt) Txc4

2. h8S (droht 2. Sf7 matt) Lh5

3. Sxc4 matt

1. … Lxc4

2. h8D (droht 2. Db8 matt und 2. De5 matt) Txh8

3. Sxc4 matt
Zwölf Aufgaben Klinkes wurden in das FIDE-Album aufgenommen.
Von 1928 bis 1930 erschienen unter der Führung von Arthur Klinke, Wilhelm Hagemann und Willy Roscher vier Ausgaben der Zeitschrift Promadas als Zeitschrift der Problemvereinigung des Deutschen Arbeiter-Schachbunds, bevor diese eingestellt werden musste.

## Werke
- Arthur Klinke: Das schwarze Schnittpunktgefüge: ein Leitfaden durch das Labyrinth einer der wichtigsten Problemarten. Verlag des Deutschen Arbeiter-Schachbundes 1924